# Tanew (Fluss)
Der Tanew ist ein polnischer Fluss mit einer Länge von 113 km. Er entspringt in einer Höhe von 308 m im Südosten Polens in den Hügeln von Roztocze bei dem Dorf Huta-Złomy südlich der Kleinstadt Narol, fließt in westnordwestlicher Richtung ab und mündet in einer Höhe von 163 m in der Stadt Ulanów in den San.
Das Einzugsgebiet des Tanew wird mit 2.339 km² angegeben, der mittlere Abfluss an der Mündung mit 13,1 m³/s.